# Nokia 9 PureView
Nokia 9 PureView是HMD Global推出的旗艦機型，2019年2月26日在西班牙巴塞隆拿舉辦的世界行動通訊大會上發佈。全球首個搭載5顆主攝像鏡頭，鏡頭皆為蔡司認證，並採用來自Light的多鏡頭拍攝技術。支援IP67防水防塵，運行Android 9。

## 規格

### 硬件
Nokia 9 PureView搭載一枚Qualcomm Snapdragon 845處理器。配有五個ZEISS認證鏡頭，分別為3台1200萬像素f/1.8單色鏡頭（使用高感光度黑白感光元件）及2台1200萬像素f/1.8RGB鏡頭（使用彩色感光元件）組合，5颗镜头的CMOS均为索尼IMX 386，屏幕支援HDR 10顯示技術及屏幕指紋識別功能。Nokia 9 PureView配備ToF 3D鏡頭，意味可拍攝出更佳效的虛化背景相片。Nokia 9 PureView雖有5颗镜头，但DxOMark僅給出85分，與數年前機型iPhone 7、LG V30等相當。
亦確認Nokia 9 PureView不會有高通驍龍855的版本。

### 軟件
Nokia 9 PureView運行Android 9 Pie，並獲得Android One認證。這是首款使用PureView技術的Android系統智能手機，這種像素採樣技術可以實現更高的清晰度和感光度，並支持無損變焦。